# انفجار در غرب تهران
انفجار در غرب تهران حوالی ساعت ۲ بامداد روز ۲۰ تیر ۱۳۹۹ گزارش شد. برخی کاربران فضای مجازی از شنیده شدن صدای انفجار در غرب استان تهران و مناطق گرمدره و شهر قدس خبر دادند. این کاربران همچنین از قطع شدن برق شهر قدس خبر دادند.

## تکذیب حادثه
لیلا واثقی فرماندار قدس در گفتگو با خبرنگار فارس مدعی شد: «هیچ انفجاری در شهرقدس و حتی گرمدره اتفاق نیفتاده و قطعی برق مربوط به روبروی بیمارستان ۱۲ بهمن در ساعت ۲۲ شب گذشته به مدت ۵ دقیقه بوده‌است.»
وی افزود: «هیچ‌یک از نهادهای امنیتی صدای انفجار را در قدس و گرمدره تأیید نمی‌کنند و خبرهای منتشر شده شایعه بوده‌است.»
میثم جعفرزاده، مدیر کل پدافند غیرعامل وزارت نیرو، انفجار را تأیید یا تکذیب نکرد و گفت: «در مورد انفجار اینکه اتفاق افتاده یا خیر اطلاعی ندارم، اما قطعی برق ربطی به انفجار نداشته‌است»

## عکس ماهواره‌ای
عکس‌های ماهواره‌ای از محل یک انفجار یا آتش‌سوزی احتمالی در یک منطقه نظامی در گرمدره که روز ۲۴ تیر ۱۳۹۹ چهار روز بعد از انتشار گزارش‌ها از شنیده شدن صدای انفجار در این محدوده گرفته شده‌است را نشان می‌دهد.
تصویرهای ماهواره‌ای نشان می‌دهد که این آتش‌سوزی یا انفجار در روز ۲۰ تیر رخ داده‌است. محل سوختگی حدود ۲۲ هزار متر مربع، تقریباً سه برابر یک زمین فوتبال وسعت دارد. به دلیل شرایط آب و هوایی اولین تصویر از منطقه در روز ۲۴ تیر ۱۳۹۹، چهار روز بعد از انتشار گزارش‌ها گرفته شده‌است. در تصویری که روز ۱۹ تیر از همین نقطه گرفته شده نشانه‌ای از این محدوده احتمالاً سوخته شده وجود ندارد.